# Concerto pour violon no 5 de Paganini
Pour les articles homonymes, voir Concerto pour violon (homonymie).
Le Concerto pour violon no 5 en la mineur, M.S. 78, est une œuvre de Niccolò Paganini, composée en 1830.

## Structure
Le concerto est écrit en trois mouvements :
1. Allegro maestoso
2. Andante, un poco sostenuto
3. Finale - Rondo. Andantino quasi Allegretto

La durée d'exécution est d'environ 40 minutes.

## Histoire de l'œuvre
Seule la partie soliste du Concerto no 5 de Paganini nous est parvenue ; la partition complète d'origine soit n'a pas été écrite soit n'a pas encore été découverte, bien que la première hypothèse semble la plus probable. Selon le manuscrit, il a été composé au plus tôt au printemps de 1830.
Ce concerto écrit par le plus célèbre de tous les virtuoses du violon peut être appelé un monologue pour le violon. Ainsi, même incomplet, le concerto no 5 n'a pas été perdu, puisque la partie soliste essentielle existe. Ce concerto peut être entièrement exécuté si la partie orchestrale est convenablement reconstituée.
En 1958, Vittorio Baglioni a confié cette tâche à Federico Mompellio au nom de l'Académie musicale Chigiana, et en septembre 1959, le concerto a été joué pour la première fois. Franco Gulli en était le soliste sous la direction du chef d'orchestre Luciano Rosada. Le succès de cette exécution a conduit Gulli à présenter le concerto dans de nombreuses villes européennes.

## Analyse
Le premier mouvement est de forme sonate et alterne entre un la mineur et un la majeur, et commence par une introduction orchestrale très longue précédant l'entrée du soliste, rappelant le Concerto pour piano no 1 de Chopin. Le premier thème du majestueux premier mouvement, un thème qui est issu de Le Streghe (danse des sorcières) et le début du second thème se trouve également dans la Sonata Varsavia de Paganini. L'andante lent et lugubre est peut-être musicalement la partie centrale de l'ouvrage. Le troisième mouvement est un brillant rondo, principalement en ut majeur. Dans le troisième mouvement, l'idée récurrente est une mélodie ingénieuse "alla campanella". Selon son habitude, Paganini omet le trio dans le finale, car le soliste est confronté à des passages purement virtuoses, le compositeur ayant confié le thème à l'orchestre.